# 육군항공사령부 (대한민국)
육군항공사령부(陸軍航空司令部, Army Aviation Command, 약칭: 육항사)는 대한민국 육군의 육군 항공대 사령부이다. 주로 육군 항공병과 소장이 사령관을 맡는다.

## 임무
북한군 기계화 군단의 예상 진입로를 탐색 및 매복하여 타격하고 진격이 멈출 경우, 대규모 반격인 '결정적 공격작전'에 따라 예상 퇴각로를 찾아내어 최대한의 피해를 주는 근접항공지원과 특수 작전 등을 주 임무로 하고 있다.

## 역사
1999년 4월 20일, 항공 작전의 지휘통제 효율을 높이기 위해 각 부대에 분산 편성되어 있던 항공대를 통합하여 창설하였다. 같은 해, 같은 달에 제203특공여단이 항공작전사령부로 배속되어 제1공중강습여단으로 개편되었으나, 2005년 다시 제2작전사령부 예하 제203특공여단으로 되돌려졌다.
2021년 12월 1일부로 부대 명칭이 기존의 '항공작전사령부'에서 '육군항공사령부'로 변경되었다.

### 사건 및 사고
2001년 5월 29일, 올림픽대교에서 조형물을 설치하고 귀환하려던 중에 CH-47 치누크의 블레이더가 조형물과 부딪혀 인도 옆의 난간 위로 추락하여 탑승자 3명(전홍엽 준위, 남인호 준위, 김우수 중사(추서계급))가 사망하였다.
2007년 11월 5일, 강원도 인제군에서 호국훈련 도중, UH-60 블랙호크 2기가 프로펠러가 충돌 후 추락하는 사고가 발생했다. 이 사고로 왕태기 소령이 사망하고 탑승자 21명이 다쳤다. 왕태기 소령은 중령으로 한단계 사후 진급되었다.

## 산하 부대

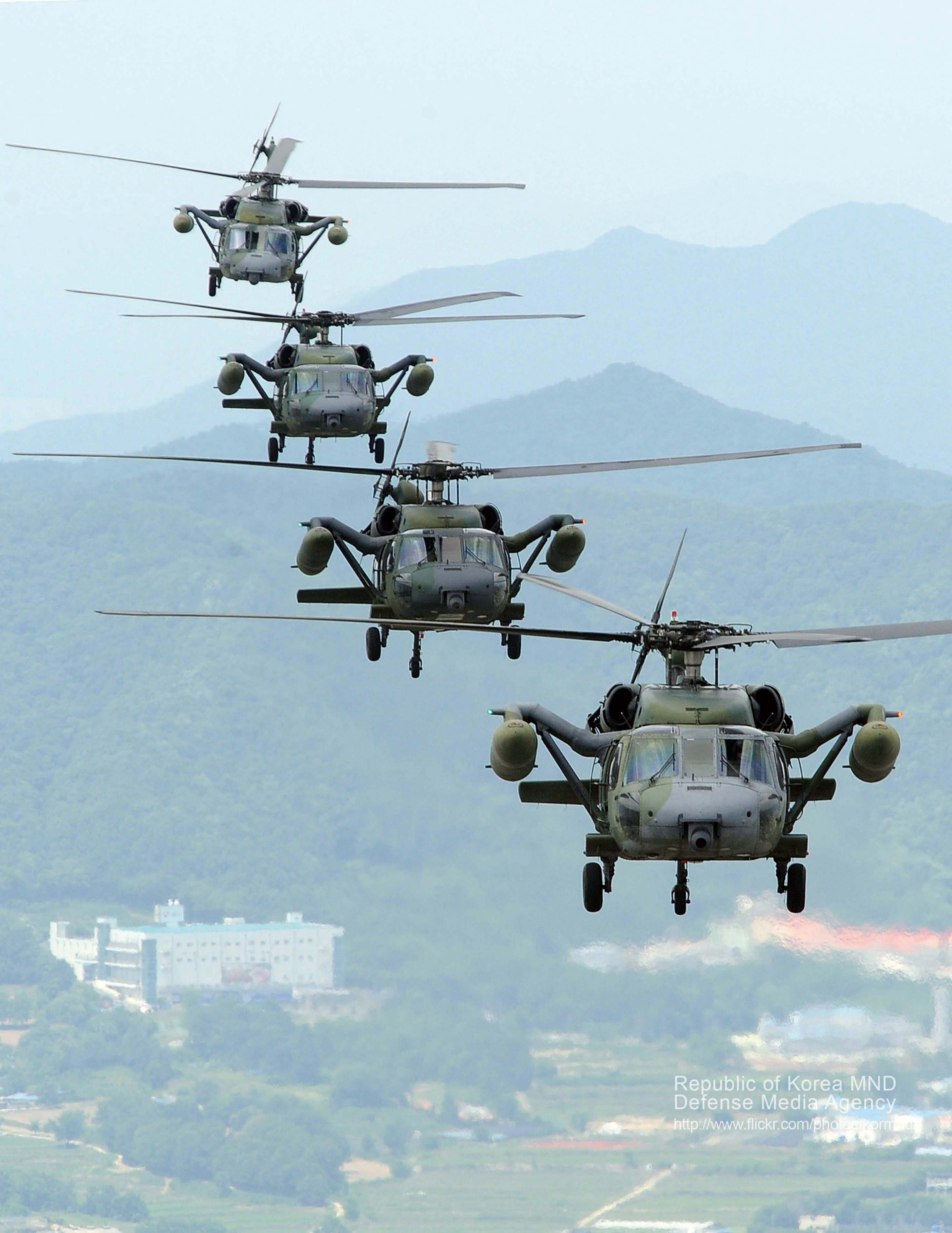
전술비행중인 육군항공사령부의 UH-60 블랙호크 편대

- 전술비행중인 육군항공사령부의 UH-60 블랙호크 편대본부대
- 제1전투항공여단
- 제2전투항공여단
- 항공정비여단
  - 제70항공정비대대
  - 제71항공정비대대
  - 제72항공정비대대
  - 제73항공정비대대
- 의무후송항공대대 "메디온"
- 제80정보통신대
- 제520방공대

## 계보

### 기록
- 1999년 4월 20일, 항공작전사령부 / 영어: Aviation Operations Command
- 2021년 12월 1일, 육군항공사령부 / 영어: Army Aviation Command

### 기종
- 공격 헬리콥터
  - AH-64E 아파치
  - AH-1S/F 코브라
- 수송 헬리콥터
  - CH-47D 치누크
- 정찰 헬리콥터
  - BO-105
  - 500MD
- 다목적 헬리콥터
  - UH-1H 휴이
  - UH-60P 블랙 호크
  - KUH-1 수리온

## 역대 사령관
| 구분 | 계급 | 성명   | 취임             | 이임             | 비고                                                               |
| ---- | ---- | ------ | ---------------- | ---------------- | ------------------------------------------------------------------ |
| 1대  | 중장 | 김판규 | 1999년 4월 20일  | ?                |                                                                    |
| 2대  | 중장 | 김희중 | ?                | ?                |                                                                    |
| 3대  | 중장 | ?      | ?                | ?                |                                                                    |
| 4대  | 중장 | ?      | ?                | ?                |                                                                    |
| 5대  | 중장 | ?      | ?                | ?                |                                                                    |
| 6대  | 중장 | ?      | ?                | ?                |                                                                    |
| 7대  | 중장 | ?      | ?                | ?                |                                                                    |
| 8대  | 중장 | ?      | ?                | ?                |                                                                    |
| 9대  | 중장 | 이희원 | ?                | 2005년 3월       |                                                                    |
| 10대 | 소장 | 최해필 | 2005년 5월       | 2006년 6월 29일  |                                                                    |
| 11대 | 소장 | 백병기 | 2006년 6월 30일  | ?                |                                                                    |
| 12대 | 중장 | 최용주 | ?                | 2009년 4월 22일  |                                                                    |
| 13대 | 소장 | 이태만 | 2009년 4월 23일  | 2010년 6월 27일  |                                                                    |
| 14대 | 소장 | 배명헌 | 2010년 6월 28일  | ?                |                                                                    |
| 15대 | 소장 | 이덕춘 | 2011년 11월 23일 | 2013년 4월 28일  |                                                                    |
| 16대 | 중장 | 김학주 | 2013년 4월 29일  | ?                |                                                                    |
| 17대 | 중장 | 이순진 | ?                | 2014년 10월 22일 |                                                                    |
| 18대 | 중장 | 김영식 | 2014년 10월 23일 | 2015년 11월 ??일 |                                                                    |
| 19대 | 소장 | 장광현 | ?                | 2016년 10월 28일 |                                                                    |
| 20대 | 중장 | 장경석 | 2016년 10월 28일 | 2017년 9월 26일  | 前 특수전사령관                                                    |
| 21대 | 소장 | 허건영 | 2017년 9월 26일  | 2019년 5월 ??일  | 준장 시절 항공작전사령부 참모장 역임.                              |
| 22대 | 중장 | 이정기 | 2019년 5월       | 2019년 11월 21일 | 前 제7기동군단장 前 지상작전사령부 참모장                          |
| 23대 | 소장 | 강선영 | 2019년 11월 21일 | 2021년 11월      | 제60항공단장, 제11항공단장, 항공작전사령부 참모장 최초의 여군 소장 |
| 24대 | 소장 | 이보형 | 2021년 12월      | 2023년 9월 1일   |                                                                    |
| 25대 | 준장 | 조재식 | 2023년 11월      | 2024년 4월       |                                                                    |
| 26대 | 소장 | 양윤석 | 2024년 4월       |                  |                                                                    |

## 참고
1. ↑  사령관, 부사령관에 장성급 장교, 참모장에 영관급 장교를 보임한다는 육군항공사령부령에 의거 사단급으로 격하되었다.
2. ↑  손민호; 김현경; 신인섭 (2001년 5월 30일). “군헬기 올림픽대교 추락… 탑승자 셋 사망”. 중앙일보. 2011년 5월 24일에 확인함.
3. ↑  “故 왕태기 중령 영결식, 마지막 순간까지 목숨 건 사투를...”. 《연합뉴스》. 2007년 11월 7일. 2022년 1월 24일에 확인함.

- “항공작전사령부령”. 국가법령정보센터. 2015년 10월 11일에 확인함.